# Chargé d'affaires
Chargé d'affaires ("forretningsfører") betegner en diplomatisk udsending af lavere rang end ambassadør.
En chargé d'affaires e.p. ("en pied") er akkrediteret modtagerlandets udenrigsminister, i modsætning til en ambassadør, der er akkrediteret modtagerstatens statsoverhoved. En chargé d'affaires e.p. er ikke underlagt en ambassadør, men varetager selvstændigt en ambassades ledelse under ansvar over for udsenderstatens udenrigsministerium.
En chargé d'affaires a.i. ("ad interim") varetager midlertidigt en ambassades ledelse, enten fordi ambassadøren er fraværende fra posten eller har fast bopæl i et andet land end modtagerstaten. Når vedkommende ikke er fungerende chef for ambassaden, anvendes aldrig titlen chargé d'affaires a.i., men medarbejderens permanente stillingsbetegnelse, f.eks. ministerråd, ambassaderåd, 1. ambassadesekretær, ambassadesekretær eller attaché.